# Горештер, Исидора
Исидора Горештер (англ. Isidora Goreshter; род. 24 октября 1981, Лонг-Бич, Калифорния) — американская актриса, наиболее известная по роли Светланы в телесериале «Бесстыжие».

## Ранние годы
Горештер родилась и выросла в Лонг-Бич, Калифорния, в семье эмигрантов из Кишинёва (Молдавская ССР) Эмиля Горештера и Дины Фрайман. Её брат Юджин Горештер — гитарист и основатель группы Autolux.
Горештер начала выступать на сцене в трехлетнем возрасте. Она изучала классический балет и училась актёрскому мастерству у Стеллы Адлер в актёрской консерватории. Исидора выступала в таких постановках, как «Бейрут», The Smell of The Kill, Waiting For Lefty, Laundry and Bourbon, и «В ожидании Годо».

## Карьера
Горештер дебютировала в кино, снявшись в фильме «Паранойя», где её партнёрами были Харрисон Форд, Гэри Олдман и Лиам Хемсворт. Затем она сыграла второстепенные роли в короткометражных фильмах Т is for Twig и «Изумительные девушки».
В 2013—2018 годах Горештер снималась в роли русской проститутки Светланы в сериале «Бесстыжие». В 2018 году она вместе с Ноэль Уэллс и Джо Пантолиано сыграла в комедии «Счастливой годовщины», а в 2019 году появилась в одной из главных ролей в фильме The Petal Pushers.

## Избранная фильмография
| Год       |   | Русское название   | Оригинальное название | Роль                                |
| --------- | - | ------------------ | --------------------- | ----------------------------------- |
| 2012      | с | Две девицы на мели | 2 Broke Girls         | Елена                               |
| 2013—2018 | с | Бесстыжие          | Shameless             | Светлана Милкович / Фишер / Шеффилд |